# وونغولبا (كوينزلاند)
وونغولبا هي منطقة ريفية ساحلية في الجزء الشمالي من مدينة غولد كوست، كوينزلاند، أستراليا. بلغ عدد سكانها في عام 2021، 282 نسمة.

## الجغرافيا
يحد المنطقة من الشمال نهر لوغان (27°41′45″S 153°20′27″E / 27.6958°S 153.3408°E ) وإلى الشمال الشرقي خليج مورتون، يعد ليتل روكي بوينت لسانا صخريا بارزا في خليج مورتون، كما تمتاز المنطقة بأنها منخفضة (أقل من 10 أمتار فوق مستوى سطح البحر) مع وجود ثلاث مناطق فقط أعلى من ذلك، وهي:
- تلة ماركس، يصل ارتفاعها إلى 20 مترا (66 قدما)، وتقع في الشمال الشرقي من المنطقة بالقرب من مصب نهر لوغان.[6][7]
- المنطقة الداخلية من ليتل روكي بوينت.[5]
- متنزه سيسيل زيبف على طول الساحل.[5]

تستخدم الأراضي بشكل أساسي لزراعة قصب السكر باستثناء القسم الشمالي الشرقي من المنطقة الذي يستخدم في تربية الكائنات البحرية خاصة الجمبري، كما أن بعض أجزاء الشمال الشرقي عبارة عن مستنقعات وغير مطورة.

## التاريخ
كانت وونغولبا في أواخر القرن التاسع عشر  تعرف بأنها منطقة زراعية تقع بين نهر بيمباما ونهر لوغان، وتشمل المواقع الحديثة مثل جاكوبزويل وهورويل وستيلغر. أشير إلى وونغولبا كجزيرة لأن المنطقة كانت تحتوي على عدد من البحيرات والمستنقعات التي كانت تعزلها خلال موسم الأمطار، ومع ذلك جعلت هذه الظروف الأرض جيدة لزراعة قصب السكر.
يعتقد أن اسم وونغولبا هو كلمة أسترالية أصلية تعني شجرة الدبق.
استقر في المنطقة بشكل رئيسي مهاجرون ألمان وصلوا إليها بين عامي 1864 و1900.
في 17 أبريل 1876، افتتحت مدرسة بيمباما آيلاند المؤقتة تحت إشراف المعلم جوزيف شنادير مع 13 طالبا، وفي 7 سبتمبر 1898 أعيدت تسميتها لتصبح مدرسة وونغولبا الحكومية، وفي عام 1914 أضيفت فصول دراسية ومكتبة، كم جرى عمل توسعات أخرى في 1991 و1997 و2010.
مطحنة روكي بوينت للسكر، تأسست عام 1878 بواسطة كارل هاينريش هيك على طريق ميل، وتمر عبر حدود وونغولبا وستيلغر، وعلى الرغم من أن المصنع ملكيته خاصة وتعود لمجموعة هيك، الا أنه ظل يعمل بينما أغلقت مطاحن السكر الأخرى في المنطقة.
كنيسة بيت لحم اللوثرية الأولى، بنيت عام 1882 واستبدل بنائها عام 1908 وجددت عام 1930.

## السكان
بحسب تعداد أستراليا لعام 2011، بلغ عدد سكان وونغولبا 460 نسخة، وتناقص العدد إلى 280 نسمة وفق تعداد أستراليا لعام 2016،  وكان نفسه تقريبا وفق إحصائيات 2021، إذ بلغ 282 نسمة فقط.

## التعليم
يوجد في وونغولبا مدرسة حكومية هي مدرسة وونغولبا الحكومية، وهي مدرسة ابتدائية تضم الصفوف من الصف التمهيدي وحتى الصف السادس، وهي للأولاد والبنات، تقع في طريق جاكوبس ويل،  وبلغ عدد الطلاب المسجلين فيها عام 2018 224 طالبا و20 موظفا..
لا توجد مدارس ثانوية في وونغولبا، وأقرب المدارس الثانوية الحكومية لها هي مدرسةأورموا وود الثانوية في أورموا إلى الجنوب الغربي ومدرسة بينلينغ الثانوية إلى الغرب.